# Мининберг, Леонид Львович
Леонид Львович Мининберг (род. 1934) — украинский историк.

## Биография
Родился в 1934 году в городе Каменец-Подольский. Еврей.
Окончил исторический факультет педагогического института в г. Ивано-Франковске (1958). После двух лет работы в сельской школе (Херсонская область) и неудачного поступления в аспирантуру — окончил краткосрочные курсы газоэлектросварщиков и 3,5 года работал по этой специальности.
Окончил вечерний двухгодичный Центральный институт патентоведения по специальности «Патентоведение, патентная и научно-техническая информация». Работал в области научно-технической информации. 25 лет заведовал отделом в Центре научно-технической информации по автомобильным дорогам. Опубликовал по данной тематике свыше 46 научных, научно-методических работ и библиографических указателей.
В 1989 году вернулся к занятию историографией.
Жил и работал в Москве. С конца 1998 года живёт в Германии (Мюнхен).
Активный автор журнала «Заметки по еврейской истории».

## Труды
Леонид Мининберг является автором 60 публикаций по еврейской истории в русскоязычной прессе в России, Германии, США. В частности:
- «Советские евреи в гражданской войне в Испании. Политика СССР в этой войне»,[2][3]
- Советские евреи в науке и промышленности СССР в период Второй мировой войны, 1941—1945 гг. — М.: ИЦ-Гарант, 1995. — 552 с. — 1200 экз. — ISBN 978-5-900241-21-0.
- «Евреи в российском и советском спорте (1891—1991)» (М. 1998),
- «История строительства дорог в России» (в авторском коллективе, М. 1996),
- «Имена известных евреев в названиях мюнхенских улиц» (Мюнхен, 2007).

В 1992—1993 годах участвовал в составлении информационного еженедельника «ВААД-Пресс».
Составитель ряда статей для 3-го тома «Российской еврейской энциклопедии» (М. 1997).
Является автором статей в «Еврейской газете».